# 756 a.C.
Il 756 a.C. (DCCLVI a.C. in numeri romani) è un anno  dell'VIII secolo a.C.

## Eventi
- Probabile data di fondazione di Zancle,colonia calcidea corrispondente all'odierna Messina.